# TTA (codec)
Pour les articles homonymes, voir TTA.
The True Audio (TTA) est un format de compression audio ouvert et sans pertes multicanales en 8, 16 et 24 bits. Le .tta est l’extension de fichier audio créée par le codec.

## Vue d'ensemble du codec
La compression du format True Audio offre selon son créateur des gains de place évalués à plus de 30 % du poids original des fichiers, se plaçant proche du FLAC ou du format APE (Monkey's audio). Il propose un algorithme d'encodage et de dé-codage en temps réel et un support matériel pour la compression. À l'instar d'autres formats audio sans pertes, des plugins permettent sa compatibilité avec la plupart des lecteurs voire une gestion native (voir la section sur le support logiciel).
TTA est capable d'une compression audio sans pertes en multicanal à 8, 16 ou 24 bits. Les taux de compression varient beaucoup en fonction des types de musiques ou de sons utilisés mais le gain général est évalué entre 30 % et 70 % par rapport à la taille originale. Le format supporte également de nombreuses fonctionnalités telles que les métadonnées audio au format ID3v1/ID3v2 ou APEv2, le chiffrage temps réel et l'utilisation de mots de passe...
L'intégralité du code source du format est disponible librement sous licence libre GPL.

## Support logiciel
La liste ci-dessous répertorie les logiciels prenant en charge le format TTA: 
| Nom                 | Description                               | Plate-forme     |
| ------------------- | ----------------------------------------- | --------------- |
| cmus                | lecteur audio textuel, via FFmpeg         | Linux           |
| Audacious           | lecteur audio, support natif              | Multiplateforme |
| librairie Gstreamer | utilisée dans Rhythmbox, Clementine       | Multiplateforme |
| VLC Media Player    | lecteur libre multimédia, support natif   | Multiplateforme |
| XMMS2               | lecteur audio, support natif              | Multiplateforme |
| AIMP                | lecteur audio, support natif              | Windows         |
| DirectShow          | utilisée dans Windows Media Player        | Windows         |
| foobar2000          | lecteur audio, pris en charge via plug-in | Windows         |
| jetAudio            | lecteur multimédia, support natif         | Windows         |
| MediaMonkey         | lecteur audio, pris en charge via plug-in | Windows         |
| K-Multimedia Player | lecteur multimédia, support natif         | Windows         |
| Winamp              | lecteur audio, pris en charge via plug-in | Windows         |
| MusicBee            | lecteur audio, support natif              | Windows         |
| XMPlay              | lecteur audio, pris en charge via plug-in | Windows         |

## Support matériel
Les lecteurs audio basés sur le logiciel Rockbox prennent en charge nativement TTA.

## Voir Aussi